# Mistrzostwa Świata w Piłce Ręcznej Mężczyzn 2021 (składy)
Artykuł grupuje składy męskich reprezentacji narodowych w piłce ręcznej, które wystąpiły podczas Mistrzostw Świata w Piłce Ręcznej Mężczyzn 2021 rozegranych w Egipcie w dniach od 13 do 31 stycznia 2021 roku.

## Grupa A

### Niemcy
Źródło

### Republika Zielonego Przylądka
Źródło

### Urugwaj
Źródło

### Węgry
Źródło

## Grupa B

### Brazylia
Źródło

### Hiszpania
Źródło

### Polska
Źródło

### Tunezja
Źródło

## Grupa C

### Angola
Źródło

### Chorwacja
Źródło

### Japonia
Źródło

### Katar
Źródło

## Grupa D

### Argentyna
Źródło

### Bahrajn
Źródło

### Dania
Źródło

### Demokratyczna Republika Konga
Źródło

## Grupa E

### Austria
Źródło

### Francja
Źródło

### Norwegia
Źródło

### Stany Zjednoczone
Źródło

## Grupa F

### Algieria
Źródło

### Islandia
Źródło

### Maroko
Źródło

### Portugalia
Źródło

## Grupa G

### Chile
Źródło

### Czechy
Źródło

### Egipt
Źródło

### Szwecja
Źródło

## Grupa H

### Białoruś
Źródło

### Korea Południowa
Źródło

### Rosja
Źródło

### Słowenia
Źródło